# Necessär

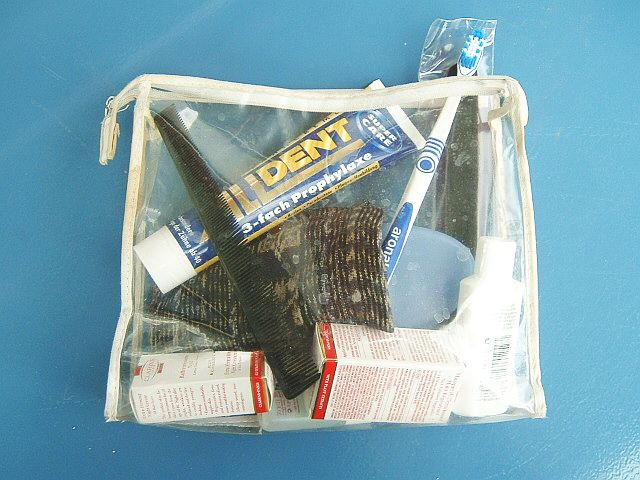
Genomskinlig necessär med typiska tillbehör.

Necessär, av franskans nécessaire, "nödvändig", är ett reseetui eller en mindre väska för toalettsaker.
På 1700-talet var det en liten tygbörs eller dosa till förvaring av parfym eller pastiller, därefter utvecklades den till att bli ett litet reseetui för toalettartiklar som parfym, puder, kam och borste. 
I takt med stigande krav på personlig hygien i modern tid har necessären fått ge plats åt allt fler hygienartiklar. Dit hör även tandborste och tandkräm, eventuellt tamponger, bindor, tvål, deodorant, schampo, diverse krämer för hudvård, plåster, kondomer med mera.
För resetransport av kosmetika förekommer speciella behållare.

Necessär ägd av rik man vid sekelskiftet 1900.